# Ratpenat d'orelles d'embut mexicà
El ratpenat d'orelles d'embut mexicà (Natalus stramineus) és una espècie de ratpenat natàlid. Viu a Anguilla, Antigua i Barbuda, Dominica, França (Guadalupe i Martinica), el Regne Unit (Montserrat) i Saint Kitts i Nevis.

## Subespècies
- N. s. natalensis
- N. s. saturatus
- N. s. stramineus
- N. s. tronchonii